# 傅锡寿
傅锡寿（1931年1月—2015年3月25日），男，北京人，中华人民共和国政治人物。曾任安徽省人民政府省长，第八、第九屆全國政協常委。

## 生平
早年毕业于清华大学土木工程系，毕业后任职于鞍山钢铁公司、重庆钢铁设计院。1982年，任马鞍山钢铁设计院院长。1987年，升任中共安徽省委副书记。1988年，任安徽省人民政府副省长。1989年，升任安徽省省长。
2015年3月25日於合肥病逝。